# Beni Chaib
Beni Chaib (em árabe: بنى شعيب) é uma comuna localizada na província de Tissemsilt, Argélia. Sua população estimada em 2008 era de 3 494 habitantes.